# Miss Slovenije 2011
Miss Slovenije 2011 je bilo lepotno tekmovanje, ki je potekalo 26. junija 2011 v studiu 1 RTV SLO.
Voditelja sta bila Ula Furlan in Tin Vodopivec.
Finalistke so bile izbrane na kastingih izmed 84 deklet.
To je bilo zadnje tekmovanje za Miss Slovenije, ki ga je organiziral Damir Osredečki. Eva Repič iz njegove agencije je povedala, da ta dragi projekt ne zanima sponzorjev, medijev in javnosti ter da se niso uspeli dogovoriti za televizijski prenos.

## Finale

### Uvrstitve in nagrade
- Zmagovalka Lana Mahnič Jekoš, 21 let, Grosuplje, dobila je enoletno vožnjo z avtom Hyundai ix20 in skuter E-lite podjetja Tomos, poleg tega pa še oblačila (Top Mode), kopalke (znamke Skiny in Magistral trgovine Rebel), čevlje (Allegria), nakit (Fantazija in Zlatarna Celje), očala (Carerra), usluge kozmetičnega salona Demetra, kozmetične izdelke Mud, tečaj ličenja, serum za trepalnice (Dermaluxelash podjetja Medilip), usluge frizerskega salona Frizi (lasni podaljški Greatlenghts in kozmetika Schwarzkopf Professional), torbice in kovčke (trgovina Kuna) ter prenosni računalnik (podjetje Comtron).
- 1. spremljevalka Tjaša Vezjak, 23 let, študentka, Maribor
- 2. spremljevalka in miss bikini Ana Žigante, 19 let, študentka, Koper
- Miss Top Model Barbara Parežnik, 19 let, študentka, Šentjur
- Miss Talent Nastja Breg, 20 let, študentka, Ptuj
- Miss fotogeničnosti Ines Agić, 17 let, dijakinja, Murska Sobota

Vseh 12 finalistk je prejelo bone za nakit (Fantazija), oblačila (Top Mode), čevlje (Allegria), očala (Carerra), preparate za lase (Schwarzkopf Professional), kozmetiko (Mud) in serum za trepalnice (Dermaluxelash podjetja Medilip). 1. in 2. spremljevalka sta dobili še bone za kopalke (Rebel) in nakit (Zlatarna Celje). Zmagovalka in spremljevalki so dobile šopke vrtnic podjetja Floralik in kipec Rogaške Slatine.

### Glasbeniki in plesalci
Nastopili so SheDivaz, Neisha, Bilbi in Boris Novković.

### Sodelavci in sponzorji
Tekmovalke so predstavile kopalke (Magistral), očala (Carrera), slamnike (Rebel), nakit (Zlatarna Celje) in obleke oblikovalke Maje Ferme.
Koreografinji sta bili Nina Rajbar in Martina Jeras iz agencije Vulcano Models.

### Žirija
Sestavljali so jo predsednik žirije Boris Onišak (estetski kirurg in lastnik Estetike Onišak) ter Sandra Adam (Miss Slovenije 2010), Robert Schmitzer (Slovenske Novice), Hrvoje Kožul (profesionalna šola ličenja in kozmetika MUD), Dragan Kiković (Postojnska jama), Mica Puc Ornik (glavna producentka razvedrilnega programa RTV SLO), Vasilij Žbogar (jadralec), Marko Kajfež (direktor prodaje in marketinga Hyundai Avto Trade) in Maja Ferme (modna oblikovalka).
Miss fotogeničnosti so izbrali fotografi Vesmin Kajtazovič, Urban Modic, Aleš Romaniuk, Tibor Golob in Natalija Jelušič Babič.

### Fotografiranje tekmovalk
Njihovi portreti so bili ustvarjeni v Postojnski jami.

## Miss sveta 2011
Svetovni izbor je bil 8. novembra v Londonu.
Tam se je Lana Mahnič Jekoš predstavila v primorski narodni noši in obleki Maje Ferme.